# Waidsack
Als Waidsack (auch Waidtasche oder Waidmannstasche; lokal auch Woadsack) wird im Salzkammergut ein spezieller Rucksack bezeichnet. Das Wort ist auf das veraltende Wort „Waid“ für Jagd  zurückzuführen.

## Funktion
Der Waidsack eignet sich zum Tragen von Jause und Getränken sowie nützlicher Utensilien, welche auch während des Gehens, mit einem Griff nach hinten, durch einen Schlitz erreicht werden können.

## Beschaffenheit
Ein Waidsack besteht aus einem ein Quadratmeter großen Stück Segelleinen, welches sackartig zusammengenäht und an der oberen Seite durch einen Metallring zusammengerafft wird, an welchem die beiden Tragegurte befestigt sind. Diese sind an der Unterseite des Leinensackes an zwei links und rechts eingenähten Knöpfen befestigt. An der Seite, welche beim Tragen am Rücken des Trägers anliegt, befindet sich ein Schlitz, der zur Befüllung und Entleerung des Waidsacks dient.